# Região Halland
A Região Halland (em sueco: Region Halland;  PRONÚNCIA) é uma autarquia regional - responsável pela saúde, transportes públicos e desenvolvimento regional – na área geográfica do condado da Halland.

É constituída pelas 6 comunas do condado, com uma área total de 5 426,59 km2 e uma população de 343 434 habitantes (2024)

## Áreas de responsabilidade
Tem como função principal a definição de políticas e a gestão dos serviços de saúde, dos cuidados dentários, dos transportes públicos, das infraestruturas e da vida cultural. Além disso, participa no planeamento do desenvolvimento da região.

### Assistência médica

#### Hospitais
Entre os hospitais tutelados ou geridos pela Região Halland estão:

- Hospital Regional de Halmstad (Hallands sjukhus Halmstad)
- Hospital de Varberg (Hallands sjukhus Varberg)
- Hospital de Kungsbacka (Hallands sjukhus Kungsbacka)

#### Centros de saúde
Os cuidados primários de saúde são executados pelos centros de saúde (vårdcentraler), tanto públicos como privados, com as mesmas regras e as mesmas tarifas.

### Transportes públicos
A Região Halland é proprietária da empresa de transportes públicos Hallandstrafiken , que trafica toda região, com exceção da comuna de Kungsbacka, onde estes transportes são assegurados pela empresa pública Västtrafik da vizinha cidade de Gotemburgo.

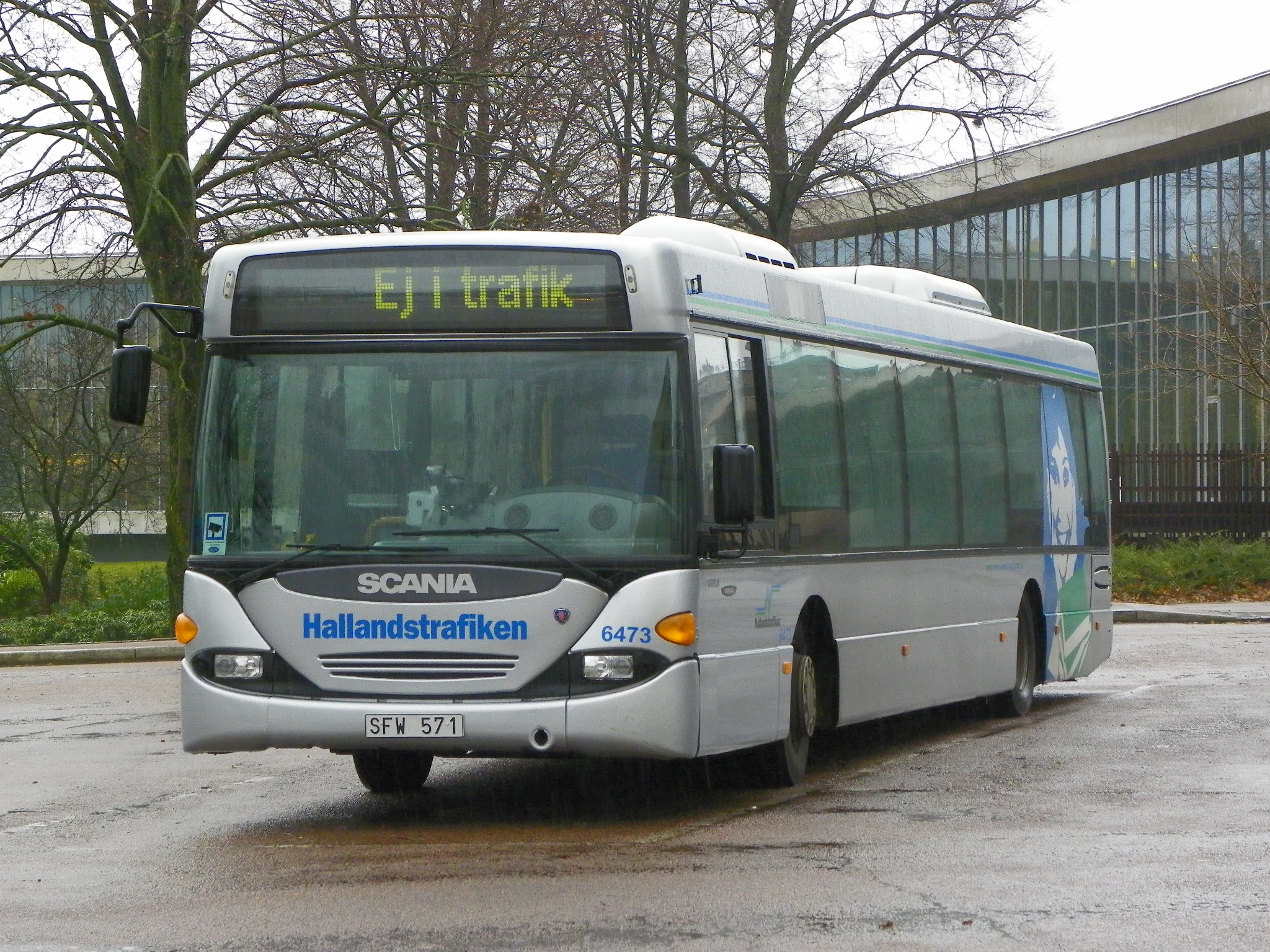
Autocarro (br: ônibus) regional em Halmstad

## Organização política da região

As "Regiões político-administrativas" da Suécia
N – Região Halland

As região constitui um nível intermédio entre o estado (staten) e os municípios (kommunerna) do condado.

### Órgão político e administrativo regional
A Região Halland é dirigida por uma assembleia regional (regionfullmäktige), composta por 71 deputados regionais eleitos por 4 anos.

Esta assembleia elege por sua vez um governo regional executivo (regionstyrelse), constituído por 15 desses deputados.
}}</ref>
Os conselheiros regionais (regionråd) trabalham a tempo inteiro na Região Halland. São eleitos pela Assembleia Regional (regionfullmäktige). São responsáveis pela preparação e implementação das decisões políticas.

### A região e o condado
A Região Halland coexiste dentro do Condado da Halland com o ”Conselho Administrativo do Condado da Halland” (Länsstyrelsen i Hallands län).

Enquanto que a região é um órgão político - eleito pelos cidadãos - responsável pela saúde, transportes públicos e desenvolvimento regional, o ”Conselho Administrativo do Condado de Örebro” é um órgão local do estado, com a missão de executar nesse mesmo condadoas tarefas administrativas do estado - defesa civil, assistência social, proteção do ambiente e realização de eleições gerais, etc... 

### A região na União Europeia
No âmbito da União Europeia, a Região Halland exerce as suas funções no território consignado ao Condado da Halland, o qual é uma unidade estatística do tipo (Nuts 3).